# Heliconia collinsiana
La heliconia colgante  (Heliconia collinsiana) es una especie  de la familia Heliconiaceae nativa de Guatemala. 

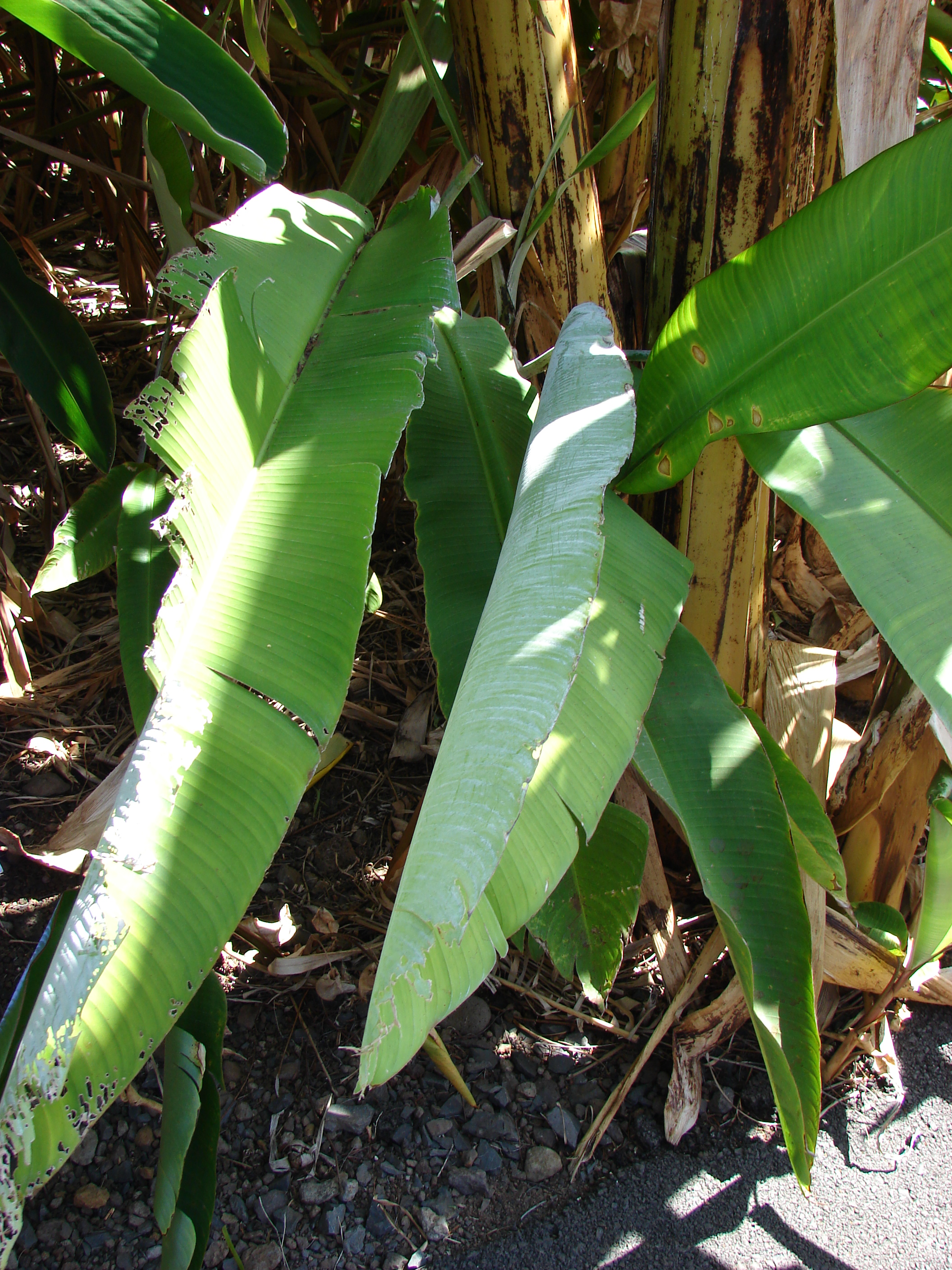
Detalle de las hojas

## Descripción
Con una altura de unos 3,5 m, esta heliconia forma una densa mata de tallos delgados de los que cuelgan las flores péndulas en largas ristras. Las brácteas, de 20-25 cm de largo y color rojo vivo, envuelven las flores verdaderas, de un amarillo dorado. Toda la planta está espolvoreada con una pruina polvorienta que mancha. Cultivada en algunas áreas del sur de California. 

## Taxonomía
Heliconia collinsiana fue descrita por  Robert Fiske Griggs y publicado en Bulletin of the Torrey Botanical Club 30(12): 648. 1903.
Etimología
Heliconia: nombre genérico que hace referencia a la montaña griega Helicón, lugar sagrado donde se reunían las Musas.
collinsiana epíteto
Sinonimia.
- Bihai collinsiana (Griggs) Griggs
- Heliconia collinsiana var. collinsiana